# José Sabín Pérez
José Sabín Pérez fue un anarquista y militar español.

## Biografía
Oriundo de la localidad sevillana de Carmona, era albañil de profesión y miembro de la Confederación Nacional del Trabajo (CNT). 
Tras el estallido de la Guerra civil se unió a las milicias confederales, operando en la zona del Centro. Sabín organizaría con voluntarios anarcosindicalistas el batallón «Espartaco», tomando parte en la defensa de Madrid. Con posterioridad se integró en el nuevo Ejército Popular de la República.
En febrero de 1937 fue nombrado comandante de la 77.ª Brigada Mixta, unidad de nueva creación que guarnecía el subsector de la Ciudad Universitaria de Madrid. La brigada sería asignada poco después a la 16.ª División. Cesó en este puesto en el mes de abril. Entre marzo y junio de 1938 ejercería como comandante de la 33.ª División, en el inactivo frente de Guadalajara. El 15 de agosto de ese año recibió el mando de la 37.ª División del VII Cuerpo de Ejército, que había sido profundamente reorganizada tras las operaciones del Bolsa de Mérida —durante las cuales la unidad resultó muy quebrantada—. Dejó el mando de la división en febrero de 1939.
Capturado por los franquistas al final de la contienda fue hecho prisionero por los mismos, pasando por los campos de concentración de Los Almendros y Albatera, así como por diversas prisiones. Juzgado en consejo de guerra, en 1942 sería condenado a 30 años de prisión.